# Onthophagus andalusicus
Onthophagus andalusicus là một loài bọ cánh cứng trong họ Bọ hung (Scarabaeidae).